# O plimbare la Soare (povestire)
„O plimbare la Soare”  (în engleză „A Walk in the Sun”) este o povestire științifico-fantastică hard publicată în 1991 de scriitorul american Geoffrey A. Landis. A apărut prima dată în revista Asimov's Science Fiction din octombrie 1991. Povestirea a primit în 1992 Premiul Hugo pentru cea mai bună povestire, Premiul Asimov's Reader Poll din 1992 și a fost nominalizată la Premiul Locus în 1992.
În limba română a fost tradusă de Florin Pîtea și a apărut în Anticipația CPSF nr. 504. A fost tradusă de Cătălin Moraru și publicată ca „O plimbare prin Soare”  în numărul 2 din noiembrie 2007 al revistei Sci-Fi Magazin editată de George Lazăr.

## Rezumat
Povestea o urmărește pe Trish, singura supraviețuitoare a unui teribil accident de aselenizare. După ce își recapătă simțurile, ea contactează Pământul și află că vor trece treizeci de zile până când o misiune de salvare va putea ajunge la ea. Între timp, ea depinde de un panou solar asemănător cu aripile pentru a oferi energie instalațiilor de reciclare a costumului, în timp ce noaptea lunară se apropie. 
Pentru a rămâne în viață, Trish trebuie să meargă continuu pentru a rămâne în lumina soarelui. Datorită epuizării și singurătății, începe să aibă halucinații cu sora ei mai mare Karen, a cărei moarte, cu câțiva ani mai devreme, Trish nu i-a făcut față complet. 

## Vezi și
- 1991 în științifico-fantastic
- Listă de povestiri științifico-fantastice